# 1939-es magyar atlétikai bajnokság
Az 1939-es magyar atlétikai bajnokság a 44. magyar bajnokság volt.

## Eredmények

### Férfiak
| Versenyszám        | Arany                                                                     | Arany     | Ezüst                                    | Ezüst     | Bronz                                                | Bronz     |
| ------------------ | ------------------------------------------------------------------------- | --------- | ---------------------------------------- | --------- | ---------------------------------------------------- | --------- |
| 100 m              | Sír József BBTE                                                           | 10,7      | Gyenes Gyula MAC                         | 10,8      | Nagy Géza MAC                                        | 10,9      |
| 200 m              | Sír József BBTE                                                           | 21,7      | Gyenes Gyula MAC                         | 21,8      | Szigetvári Ferenc PEAC                               | 22,1      |
| 400 m              | Vadas József MAC                                                          | 49,2      | Görkói János BBTE                        | 49,5      | Sándor György Újpesti TE                             | 50,8      |
| 800 m              | Iglói Mihály MAC                                                          | 1:54,8    | Aradi János MAFC                         | 1:54,8    | Rátonyi Sándor MAC                                   | 1:55,0    |
| 1500 m             | Híres László Újpesti TE                                                   | 3:55,4    | Szabó Miklós MAC                         | 3:55,8    | Iglói Mihály MAC                                     | 3:56,4    |
| 5000 m             | Csaplár András MAC                                                        | 14:51,4   | Kelen János BBTE                         | 15:03,6   | Németh Béla MAC                                      | 15:04,0   |
| 10 000 m           | Szilágyi Jenő OK                                                          | 30:54,6   | Csaplár András MAC                       | 30:56,8   | Kelen János BBTE                                     | 31:10,2   |
| 110 m gát          | Szabó Endre MAC                                                           | 15,8      | Görög Géza BEAC                          | 16,2      | Hikisch Ödön BLE                                     | 16,3      |
| 400 m gát          | Polgár Jenő BBTE                                                          | 56,1      | Kiss József TSE                          | 57,0      | Verbőczi József DiMÁVAG                              | 57,2      |
| 3000 m akadály     | Híres László Újpesti TE                                                   | 9:39,4    | Gulyás László Újpesti TE                 | 9:45,0    | Babusa Ferenc DM                                     | 10:15,6   |
| magasugrás         | Cserna János Sz. MÁV                                                      | 185 cm    | Sárai Emil Haladás                       | 178 cm    | Molnár Ferenc DEAC                                   | 174 cm    |
| távolugrás         | Gyuricza István OK                                                        | 751 cm    | Zajki Tibor BBTE                         | 708 cm    | Vermes Vilmos BBTE                                   | 698 cm    |
| hármasugrás        | Dusnoki Géza MAC                                                          | 14,73 m   | Somló Lajos MAC                          | 14,18 m   | Somogyi László BBTE                                  | 14,07 m   |
| rúdugrás           | Zsuffka Viktor MAC                                                        | 390 cm    | Csutkay Ernő Testnevelési Főiskola       | 360 cm    | Kiss István Újpesti TE                               | 360 cm    |
| súlylökés          | Darányi József MAC                                                        | 14,88 m   | Németh Ernő BSzKRT                       | 14,72 n   | Rákhely Gyula ARAK                                   | 13,96 m   |
| diszkoszvetés      | Kulitzy Jenő BBTE                                                         | 46,10 m   | Madarász Endre BSzKRT                    | 44,79 m   | Józsa Dezső PEAC                                     | 44,55 m   |
| gerelyhajítás      | Várszegi József MAC                                                       | 65,73 m   | Szathmárv Aba BEAC                       | 60,86 m   | Csányi Sándor BEAC                                   | 60,84 m   |
| kalapácsvetés      | Kemény Gábor BSZKRT                                                       | 43,14 m   | Bertalan György MAC                      | 36,85 m   | Buda Ferenc MAFC                                     | 26,07 m   |
| maraton            | Kiss József MTK                                                           | 2:47:06   | Liptay Pál MÁVAG                         | 2:58:42   | Mucsi József PSE                                     | 3:01:04   |
| mezei futás        | Szilágyi Jenő Újpesti TE                                                  | 32:30,6   | Csaplár András MAC                       | 32:32,6   | Iglói Mihály MAC                                     | 32:34,2   |
| tízpróba           | Csányi Sándor BEAC                                                        | 5748 pont | Verbőczi József DiMÁVAG                  | 5597 pont | Verőczy Imre BEAC                                    | 5421 pont |
| 4 × 100 m          | BBTE Görkói János Polgár Jenő Kovács József Sír József                    | 42,6      | Újpesti TE Baranyai Regős Sándor Solti   | 43,8      | DiMÁVAG Bakky Gulyás Novák Szaladós                  | 44,4      |
| 4 × 200 m          | BBTE Görkói János Polgár Jenő Góby József Sír József                      | 1:29,6    | Újpesti TE Solti Csányi Regős Sándor     | 1:31,6    | DiMÁVAG Bakky Verbőczi Szaladós Novák                | 1:32,4    |
| 4 × 400 m          | BBTE Görkói János Polgár Jenő Góby József Sír József                      | 3:23,2    | Újpesti TE Seres Baranyai Hires Sándor   | 3:27,8    | Haladás Németh Török Horváth Onódy                   | 3:29,4    |
| 4 × 800 m          | MAC Gombos Gerzson Vadas József Istenes Gusztáv Rátonyi Sándor            | 8:01,8    | BBTE Margó Görkói Polgár Harsányi        | 8:02,8    | Testvériség Farkas Tárnoki Molnár Rakonczay          | 8:12,0    |
| 4 × 1500 m         | MAC Istenes Gusztáv Csaplár András Rátonyi Sándor Szabó Miklós            | 16:19,8   | Újpesti TE Kiss Gulyás Eper Hires        | 16:44,8   | BBTE Lendvai Szegedi Kelen Harsányi                  | 16:46,8   |
| 5000 m csapat      | MAC Csaplár András Németh Béla Szabó Miklós Iglói Mihály Fülöp József     | 23 pont   | Újpesti TE Eper Gulyás Hires Kiss Bordás | 38 pont   | Testvériség Farkas Rakonczay Killmann Molnár Sárvári | 62 pont   |
| mezei futás csapat | Újpesti TE Szilágyi Jenő Eper Imre Gulyás László Hires László Kiss József | 43 pont   | MAC Csaplár Iglói Németh Szabó Gömöri    | 47 pont   | BSzKRT Esztergomi Tarsoly Simon Csaba I. Pásztor     | 62 pont   |

### Nők
| Versenyszám   | Arany                                                                       | Arany   | Ezüst                                           | Ezüst   | Bronz                                   | Bronz   |
| ------------- | --------------------------------------------------------------------------- | ------- | ----------------------------------------------- | ------- | --------------------------------------- | ------- |
| 100 m         | Balla Ilona Olimpia                                                         | 13,1    | Nagy Rózsi GFB                                  | 13,2    | Turcsányi Klára Testnevelési Főiskola   | 13,4    |
| 200 m         | Nagy Rózsi GFB                                                              | 28,0    | Balla Ilona OSC                                 | 28,0    | Gábori Jolán KISOK                      | 29,0    |
| 80 m gát      | Szovják Etelka Testnevelési Főiskola                                        | 14,0    | Romák Éva Testnevelési Főiskola                 | 14,6    | Kolos Margit OSC                        | 14,7    |
| magasugrás    | Csák Ibolya NTE                                                             | 155 cm  | Kolos Margit OSC                                | 145 cm  | Oszter Margit NTE                       | 140 cm  |
| távolugrás    | Csák Ibolya NTE                                                             | 535 cm  | Lédermayer Ilona Koszorú                        | 492 cm  | Somorjai Irén Testnevelési Főiskola     | 491 cm  |
| súlylökés     | Kael Anna Testnevelési Főiskola                                             | 11,03 m | Kiss Edit OSC                                   | 9,57 m  | Horváth Aranka NTE                      | 9,11 m  |
| diszkoszvetés | Krammer Margit NTE                                                          | 31,94 m | Nadányi Ágnes BUSE                              | 31,00 m | Bogyó Györgyi Koszorú                   | 30,02 m |
| gerelyhajítás | Lamos Margit MTE                                                            | 33,10 m | Nadányi Ágnes BUSE                              | 26,95 m |                                         |         |
| 4 × 100 m     | Testnevelési Főiskola Nemere Katalin Turcsányi Klára Méreg Margit Hámos Éva | 55,2    | Koszorú Kövér Zubek Lédermayer I Lédermayer II. | 55,7    | Koszorú Potykiewicz Páhány Salamon Tóth | 58,6    |

### Magyar atlétikai csúcsok
- 25 000 m 1:25:13,0 ocs. Mucsi József PSE München 4. 23.
- 20 km gyaloglás 1:39:31,6 ocs. Hufnágel Rezső CÁSE Budapest 10. 1.
- távolugrás 751 cm ocs. Gyuricza István OK Budapest 8. 12.
- 4 × 1500 m 15:55,4 ocs. Magyar Atlétikai Club férfi váltó (Csaplár András, Rátonyi Sándor, Iglói Mihály, Szabó Miklós) Budapest 8. 20.